# Assistens Kirkegård, Odense
Assistens Kirkegård i Odense är en begravningsplats belägen mellan vägarna mot Middelfart, Assens och Fåborg. Begravningsplatsen anlades 1811 utanför den dåvarande stadsgränsen för att lösa problem med hygien och utrymme vid kyrkogårdarna i innerstaden.

## Kända personer begravda på Assistens Kirkegård
- Carl Bagger
- Paul Olaf Bodding
- Tagea Brandt
- J. C. A. Carlsen-Skiødt
- L. Chr. Dæhnfeldt
- Birgitte Federspiel
- Jens Peter Jensen
- Professor Labri
- Otto Lagoni
- Finn Lassen
- Keld Markuslund
- Th. Schiøtz
- Thomas B. Thrige
- Povl Wöldike